# Mario Basler
Mario Basler (Neustadt an der Weinstrasse, 18 december 1968) is een Duits oud-profvoetballer en huidig voetbalcoach.

## Clubcarrière
Zijn grootste successen kende Basler bij Bayern München, maar voordien speelde hij ook voor FC Kaiserslautern, Rot-Weiss Essen, Hertha BSC en Werder Bremen. Met Bayern werd hij tweemaal landskampioen (1997 en 1999). Tijdens het seizoen 2000-2001 keerde hij terug naar waar het voor hem allemaal begon, naar FC Kaiserslautern. In 2003 verliet hij Duitsland om voor het Qatarese Al Rayyan te gaan spelen, waarmee hij in 2004 kampioen werd.

## Interlandcarrière
Basler speelde ook 30 interlands met Duitsland, waarin hij tweemaal scoorde. Met Duitsland won hij in 1996 het EK.

## Trainerscarrière
Na zijn spelerscarrière werd Basler trainer (tot september 2005) van SSV Jahn Regensburg. In 2006 ging Basler weer voetballen bij de Duitse amateurploeg ATSV Wattenheim.

## Carrière
| seizoen | club              | land      | competitie    | wed. | goals |
| ------- | ----------------- | --------- | ------------- | ---- | ----- |
| 1988/89 | FC Kaiserslautern | Duitsland | Bundesliga    | 1    | 0     |
| 1989/90 | Rot-Weiss Essen   | Duitsland | 2.Bundesliga  | 20   | 0     |
| 1990/91 | Rot-Weiss Essen   | Duitsland | 2.Bundesliga  | 34   | 6     |
| 1991/92 | Hertha BSC        | Duitsland | 2.Bundesliga  | 30   | 5     |
| 1992/93 | Hertha BSC        | Duitsland | 2.Bundesliga  | 44   | 12    |
| 1993/94 | Werder Bremen     | Duitsland | Bundesliga    | 29   | 5     |
| 1994/95 | Werder Bremen     | Duitsland | Bundesliga    | 33   | 20    |
| 1995/96 | Werder Bremen     | Duitsland | Bundesliga    | 30   | 11    |
| 1996/97 | Bayern München    | Duitsland | Bundesliga    | 27   | 8     |
| 1997/98 | Bayern München    | Duitsland | Bundesliga    | 22   | 5     |
| 1998/99 | Bayern München    | Duitsland | Bundesliga    | 27   | 5     |
| 1999/00 | Bayern München    | Duitsland | Bundesliga    | 2    | 0     |
|         | FC Kaiserslautern | Duitsland | Bundesliga    | 5    | 0     |
| 2000/01 | FC Kaiserslautern | Duitsland | Bundesliga    | 21   | 4     |
| 2001/02 | FC Kaiserslautern | Duitsland | Bundesliga    | 29   | 2     |
| 2002/03 | FC Kaiserslautern | Duitsland | Bundesliga    |      |       |
| 2003/04 | Al Rayyan         | Qatar     | Qatari League |      |       |

## Erelijst
- 1994: DFB-Pokal met Werder Bremen
- 1995: Topschutter Bundesliga
- 1996: Europees Kampioen met Duitsland
- 1997: Kampioen Bundesliga met Bayern München
- 1998: DFB-Pokal met Bayern München
- 1999: Kampioen Bundesliga met Bayern München